# کاماریلو (کالیفرنیا)
کاماریلو (به انگلیسی: Camarillo) شهری در شهرستان ونتورا ایالت کالیفرنیا است که در سرشماری سال ۲۰۱۰ میلادی، ۶۵۲۰۱ نفر جمعیت داشته است.